# 吉安橫斷道路開鑿記念碑
吉安橫斷道路開鑿記念碑，是位於臺灣花蓮縣吉安鄉干城村臺9丙線旁，題為「橫斷道路開鑿記念」的石碑，與其前方所立的殉職者之碑，是日治時期蕃務本署為紀念自大正六年（1917年）9月15日至七年（1918年）6月30日間，開鑿能高越橫斷道路東段（能高越舊道東段，初音至奇萊）完工通行（石碑上記載為1月完工），以及開鑿期間作業隊殉職人員所立的紀念碑。碑文一開始就刻著「自初音至奇萊主山」，故又稱為初音奇萊橫斷道路開鑿記念碑。:108-111,126

## 歷史

### 能高越嶺道
臺灣地形受中央山脈影響，東、西部阻隔，往來不便。能高越嶺古道原由賽德克族德克達雅群（Tgdaya）開發以狩獵、貿易、族群遷徙為主的路徑，該社群從發祥地白石出發，西下到濁水溪源頭霧社溪的河階地，首先定居於塔羅灣社，經狩獵發現花東縱谷平原，部份族人漸越中央山脈能高鞍部東移，到達花蓮溪最北側的支流流域左岸山腹聚居，自稱來自，其意為「後面」、「山的後面」，故轉譯稱其為「木瓜群」，所居住的溪流則稱為「木瓜溪」。後來原居於中央山脈西側霧社溪谷更上游的德路固與道澤群賽德克族，亦東遷至木瓜溪北側太魯閣山列（奇萊東稜）分隔的得其黎溪流域，轉音稱為太魯閣與陶賽群，受其南下的壓迫，木瓜群再往下游遷徙至銅門社（Tomong），也成為埔里社街與蓮鄉間的貿易媒介。:20
日治初期1896年底至次年5月，在花蓮太魯閣地區爆發新城事件；1897年初，台灣總督府派遣台灣高山探險隊，調查由霧社通往花蓮港興建道路與鐵道的可行路徑，深堀大尉率領的探險隊一行，在奇萊山霧社溪流域一帶遭擊殺全滅，是為深堀大尉事件。為報復這些事件，日方與此道東西兩端的太魯閣、賽德克族人間引發後續一連串衝突。日本來台的財閥巨商，為掠奪山林資源，侵犯族人領域，1906年爆發威里事件，花蓮港支廳長戰死，事件後日方設立更嚴密的封鎖隘勇線。直到1914年太魯閣戰爭結束後，為求更嚴密的山地控制，總督府計畫進一步沿隘勇線與警備道開闢永久性的越嶺道路，在中央山脈建設許多新的東西向連絡通路。大正六年（1917年）9月15日，花蓮港廳開始開鑿能高越橫斷道路東段，七年（1918年）6月30日竣工（碑文上記載為1月竣工），長約44公里，起點由初音起，沿著木瓜溪河谷，經銅門、巴托蘭社（Badoulan）、坂邊（太魯閣語：:55,74，過去文獻拼寫為，日治時以日文漢字「／ Sakahen」轉譯，漢語音譯沙卡亨社，現另漢名磐石），再攀越天長山，橫切奇萊溪谷，再跨越奇萊山的奇萊裡山（聯帶山）南側越嶺中央山脈主脊，到達花蓮港廳與南投廳界，西段則連接到波阿倫社（今廬山部落）連接合歡越嶺道往霧社，由初音到霧社全長90公里。施工期間，共動用警備員8,500人，職工14,000人，人夫36,000人，總共耗費工費42,000圓。

### 立碑紀念
臺灣總督府為了貫徹理蕃政策，將能高越嶺古道由原隘勇線、1.2公尺寬度規格的警備道提升規格為2公尺寬度的橫斷道路。由於地形險峻，須炸山築路，不少人因而犧牲，並由於工程位處深山險壑而無法立即運送下山安葬，殉職人員遺體只能以油布包裹或薄木板圍成棺形，就地下葬。因此全線道路打通後，蕃務本署於大正七年（1918年）在能高越橫斷道路東段出口處、初音火車站（今台鐵台東線干城車站，已廢站）旁設立「能高越橫斷道路基點」，又在距離初音火車站2.4公里的初音駐在所旁設立了「橫斷道路開鑿記念碑」與「殉職者之碑」以資紀念，並興建西寧寺奉祀地藏王菩薩以撫慰太魯閣戰爭與築路的犧牲者，並保佑通行者的平安。:108-111,1261921年，為紀念深堀大尉，在記念碑旁設立深堀神社，神社後來因颱風遭暴漲的木瓜溪水沖毀。
由於能高越嶺道在花蓮縣開發史上深具意義，故「橫斷道路開鑿記念碑」與「殉職者之碑」於1997年4月1日經內政部指定為三級古蹟。

## 紀念碑
吉安橫斷道路開鑿記念碑包括「橫斷道路開鑿記念碑」與「殉職者之碑」，其中橫斷道路開鑿記念碑高約160公分，寬約74公分，材質為玄武岩。而殉職者之碑高約100公分、寬約60公分，材料為片麻岩。橫斷道路開鑿記念碑及殉職者之碑原豎立於舊臺9線（今臺9丙線）的左右兩側，殉職者之碑原面對西寧寺的右側高大刺桐樹附近，與橫斷道路開鑿記念碑隔馬路相對，後來因為道路拓寬關係，才將殉職者之碑移到現今紀念碑前方的位置。目前吉安橫斷道路開鑿記念碑由西寧寺義務維護，西寧寺負責人並以鐵皮屋覆蓋予以保護，並供人膜拜。

## 周邊
- 法務部矯正署花蓮監獄
- 初英發電廠